# Armoracia macrocarpa
Armoracia macrocarpa är en korsblommig växtart som först beskrevs av Pál Kitaibel, och fick sitt nu gällande namn av Johann Christian Gottlob Baumgarten. Armoracia macrocarpa ingår i släktet pepparrötter, och familjen korsblommiga växter. IUCN kategoriserar arten globalt som otillräckligt studerad. Inga underarter finns listade i Catalogue of Life.